# La Posta Svizzera

Logo in lingua italiana utilizzato dal 1998 al 2023

La Posta Svizzera SA (in tedesco Die Schweizerische Post AG, in francese La Poste Suisse SA, in romancio La Posta Svizra; marchi La Posta, Die Post, La Poste, Swiss Post) è la maggiore azienda postale svizzera. Si tratta di una società anonima di diritto pubblico sottoposta a legislazione speciale, al 100% di proprietà pubblica, della Confederazione Elvetica.
Nel 2023 ha consegnato circa 1,647 miliardi di lettere e 185 milioni di pacchi, ha trasportato 175 milioni di viaggiatori e, insieme alla società affiliata PostFinance SA, amministrato patrimoni dei clienti per 104 miliardi di franchi svizzeri. Queste attività sono svolte da un organico di circa 35 000 persone (2023). Tali cifre fanno della Posta uno dei maggiori datori di lavoro in Svizzera.

## Struttura del gruppo
Il gruppo La Posta Svizzera SA riunisce alcune società strategiche, attive su mercati differenti.
- Posta CH SA: mercato logistico
- PostFinance SA: mercato finanziario retail
- AutoPostale SA: mercato dei trasporti pubblici di persone
- Posta CH Comunicazione SA: mercato della comunicazione digitale
- Posta CH Rete SA: gestione delle filiali e punti di accesso

Il core business della Posta, ovvero la gestione e smistamento della corrispondenza, è operato da Posta CH SA, che riunisce le unità del gruppo dedicate.

## Storia

### Le poste federali e le poste, telefoni e telegrafi
La nascita dello confederazione elvetica moderna nel 1848 fu accompagnata da cambiamenti fondamentali nell'organizzazione statale svizzera. Fra questi la riorganizzazione dei servizi responsabili delle poste, dei trasporti e delle monete. Con la creazione dell'Amministrazione postale federale, la Confederazione subentrò alle 17 amministrazioni postali cantonali, acquisendo il monopolio sull'inoltro dei servizi postali (trasmissione delle informazioni in forma scritta). Tale monopolizzazione permise di garantire alla popolazione un servizio omogeneo in tutto il territorio, capillare e conveniente. La Posta federale fu creata il 1º gennaio 1849 per il trasporto di lettere, pacchi, persone e invii di denaro. Nel 1857 gli invii postali iniziarono a essere trasportati via treno. Nel 1866, la Posta iniziò a impiegare vagoni postali propri. La comparsa, nel 1903, dei primi veicoli a motore segnò progressivamente la fine della posta a cavallo (utilizzata per l'ultima volta ad Avers nel 1961). Nel 1906 nacque un servizio di conti correnti postali (precursori del successivo Conto Giallo di PostFinance).
Con il progresso tecnologico, all'inizio del ventesimo secolo, giunsero nuovi significativi mezzi di comunicazione: il telefono e il telegrafo. Ciò portò alla fondazione nel 1920 dell'azienda delle Poste, telefoni e telegrafi (PTT), che gestì la corrispondenza nazionale fino alla fine del Novecento. Nacque dall'accorpamento dell'amministrazione confederale dei telegrafi e della direzione generale della Posta, avvenuto il 16 agosto 1920, sancito nel regolamento sull'attribuzione delle competenze PTT del 24 ottobre 1930. A seguito di ciò, si rese necessario ampliare l'infrastruttura e le linee, e poiché non sempre fu possibile utilizzare terreni pubblici, furono rivendicati anche terreni privati. Con l'introduzione del Codice civile venne sancita la limitazione della proprietà privata a beneficio del superiore interesse pubblico, e introdotto l'istituto giuridico dell'esproprio. Dal 1939 il tratto distintivo della Posta divenne il colore giallo: i mezzi di trasporto, le cassette della corrispondenza, i distributori di francobolli e le filiali adottarono appunto il giallo Posta (RAL 1004).
Nel corso del Novecento le poste gestirono molti cambiamenti culturali e sociali nel paese, divenendo competenti anche per le trasmissioni radiofoniche e televisive pubbliche per circa cinquant'anni. Nel 1964 entrarono in funzione i moderni codici di avviamento postale di quattro cifre, basilari anche per la meccanizzazione dello smistamento postale di lettere e pacchi. Sotto la guida di Guido Nobel furono introdotte numerose ulteriori innovazioni: nel 1975 nacque la prima rete nazionale di telefonia mobile (Nationales Autotelefonnetz, da cui il nome Natel), ampliata e modernizzata nel 1978, nel 1983 e nel 1987. Nel 1985 fu installato il primo cavo a fibra ottica, collegando Berna a Neuchâtel. Nel 1978 fu inaugurato il primo Postamat (distributore automatico di banconote) del paese, Nel 1982 furono introdotti i codici a barre per la gestione degli invii postali e nacque il nuovo logo delle Poste, opera del noto tipografo Adrian Frutiger. Nel 1985 fu integrato il sistema di PostFinance per i servizi finanziari, includendo conti correnti e servizi bancari postali. Sempre sotto la guida di Nobel, nella prima metà del 1986 le poste iniziarono l'implementazione nazionale della rete internet ISDN, inaugurata poi nel 1988. Nel 1987 fu introdotto il sistema videotex/teletext. Nel 1989 fu introdotto l'interesse sui conti correnti postali. A partire dal 1993 la PTT si divise in Post PTT e Telecom PTT. Nell'ambito del processo europeo di liberalizzazione delle telecomunicazioni, il 1º gennaio 1998 le PTT furono sciolte a le relative attività vennero assunte dalla Posta Svizzera e da Swisscom.

### Liberalizzazione e nascita della Posta Svizzera
Nel quadro della liberalizzazione avviata nel 1988, il 31 dicembre 1997 le PTT sono state divise in due aziende. I servizi postali, ossia le lettere e i pacchi postali, il traffico dei pagamenti e il trasporto di viaggiatori con autopostali, sono stati affidati a La Posta, mentre i servizi di telecomunicazione sono stati affidati a Swisscom. La PTT alla vigilia dello scioglimento nel 1998 era il maggior datore di lavoro della Svizzera.
Dal 1998 la Posta è un'azienda autonoma di diritto pubblico che gode di una certa autonomia di manovra. Il fondamento giuridico è rappresentato dalla Legge sull'organizzazione della Posta (LOP) del 1º gennaio 1998.
Ai sensi della nuova legislazione sulle poste entrata in vigore alla fine del 2012 (LPO, LOP e OPO il 1º ottobre 2012, OOP il 1º dicembre 2012), il 26 giugno 2013 la Posta è stata trasformata in società anonima sottoposta a legislazione speciale con effetto retroattivo al 1º gennaio 2013.
Contemporaneamente, PostFinance è stata scorporata in una società anonima di diritto privato soggetta al controllo della FINMA. La proprietà de La Posta Svizzera SA resta al 100% nelle mani della Confederazione, in veste di azionista. PostFinance SA rimane interamente di proprietà de La Posta Svizzera SA.

## Direzione
- Reto Braun, 17 giugno 1998 - 30 giugno 2000[19][20]
- Ulrich Gygi, 1º luglio 2000 - 31 marzo 2009[21]
- Michel Kunz, 1º aprile - 13 dicembre 2009[22]
- Jürg Bucher, 14 dicembre 2009 - 31 agosto 2012[23]
- Susanne Ruoff, 1º settembre 2012 - 10 giugno 2018[24]
- Ulrich Hurni (ad interim), 11 giugno 2018 - 31 marzo 2019[25]
- Roberto Cirillo, 1º aprile 2019[26][27]